# ناحية هيلينغدون في لندن
ناحية هيلينغدون في لندن هو قسم إداري في لندن، في المملكة المتحدة، يقع في لندن الكبرى، بلغ عدد سكانه 297,700  نسمة وذلك حسب إحصائيات سنة 2015، تبلغ مساحته 115.70 كيلومتر مربع، رمزه البريدي هو HA، وTW، وUB، وWD.

## مدن توأم
المدن التوأم:
- شلسفيغ
- إمدن (1961–2012).

## أعلام
- ألفرد ماركس
- بيتر ليفي
- لويس هارولد غراي
- ريتشارد بيرسون
- آدام جرين
- جورج ويليامس
- دانيال ديلون
- ستيف بانكس
- كاثلين بايرون